# Dorothy Kate Richmond

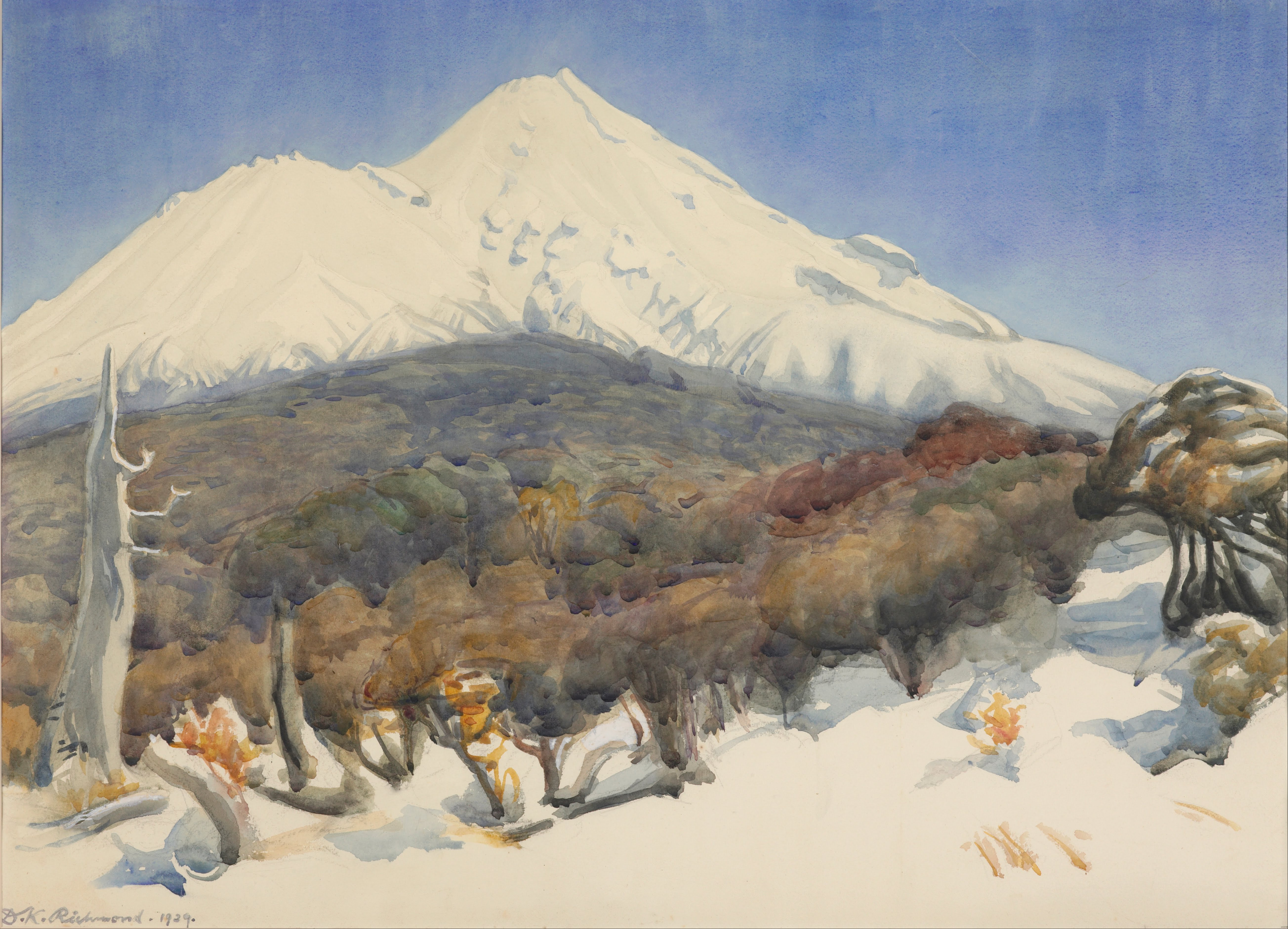
Aquarell Mount Egmont (1929) von D. K. Richmond, Standort: Museum of New Zealand Te Papa Tongarewa

Dorothy Kate Richmond, auch Dolla genannt (* 12. September 1861 in Parnell, Auckland; † 16. April 1935 in Wellington) war eine neuseeländische Malerin.

## Leben und Wirken
Dorothy Kate Richmond wurde 1861 als drittes von fünf Kindern des Politikers und Malers James Crowe Richmond (1822–1898) und dessen Frau Mary Smith in Parnell, einem Vorort von Auckland, geboren. Zunächst wuchs sie in der Region Taranaki auf. 1862 kam sie nach Nelson, wo ihr Vater als Redakteur für den Nelson Examiner und in der Exekutive des Nelson Provincial Councils arbeitete. Als Dorothy Kate Richmond vier Jahre alt war, starb ihre Mutter an Scharlach. Die Familie kehrte nach Taranaki zurück, wo James Crowe Richmond im Ministerium von Edward Stafford arbeitete und seine Kinder hauptsächlich bei Verwandten lebten, insbesondere seiner Schwester Jane Maria Atkinson. 1869 zog die Familie erneut nach Nelson und Dorothy Kate Richmond besuchte das Miss Bell's Young Ladies' College. 1873 brachte ihr Vater seine drei ältesten Kinder nach Europa, wo sie ihre Ausbildung weiterführen sollten. Dorothy Kate Richmonds Studien konzentrierten sich auf Musik und Kunst. Sie besuchte zunächst ein Jahr die Miss Cranch's school in Blackheath und wohnte bei ihrer Großmutter mütterlicherseits. 1874 ging sie an eine Schule in Zürich. In den zwei folgenden Jahren lebte sie in Dresden, wo sie Unterricht im Zeichnen erhielt. 1878 trat sie dem Bedford College, einem Frauencollege in London, bei und belegte einen Zweijahreskurs an der Slade School of Fine Art. Ihre Leistungen ermöglichten ihr im zweiten Jahr einen Wechsel in den Unterricht von Alphonse Legros und ein Slade-Stipendium. 
Nach ihrem Studium kehrte Dorothy Kate Richmond nach Nelson zurück, wo sie ihrem Vater den Haushalt führte. Sie gehörte nun zu den wenigen Neuseeländerinnen mit einer professionellen künstlerischen Ausbildung. 1883 wurde sie Kunsterzieherin am Nelson College for Girls. 1885 ging sie für weitere Studien erneut nach Europa, wurde jedoch krank und hielt sich bis zur Genesung in Dieppe und Italien auf. Zurück in Nelson begann sich auf die Malerei zu konzentrierten und schuf einige Ölporträts von Verwandten und Haushaltshilfen. Nach einer zwischenzeitlichen Europareise mit ihrem Vater schloss sie sich 1890 dem Zeichenclub von Nelson an und wurde Mitglied der New Zealand Academy of Fine Arts (NZAFA). 1894 zog sie mit ihrem Vater nach Wellington. Zwei Jahre später wurde sie dort eine Schülerin des Malers James Nairn (1859–1904). 

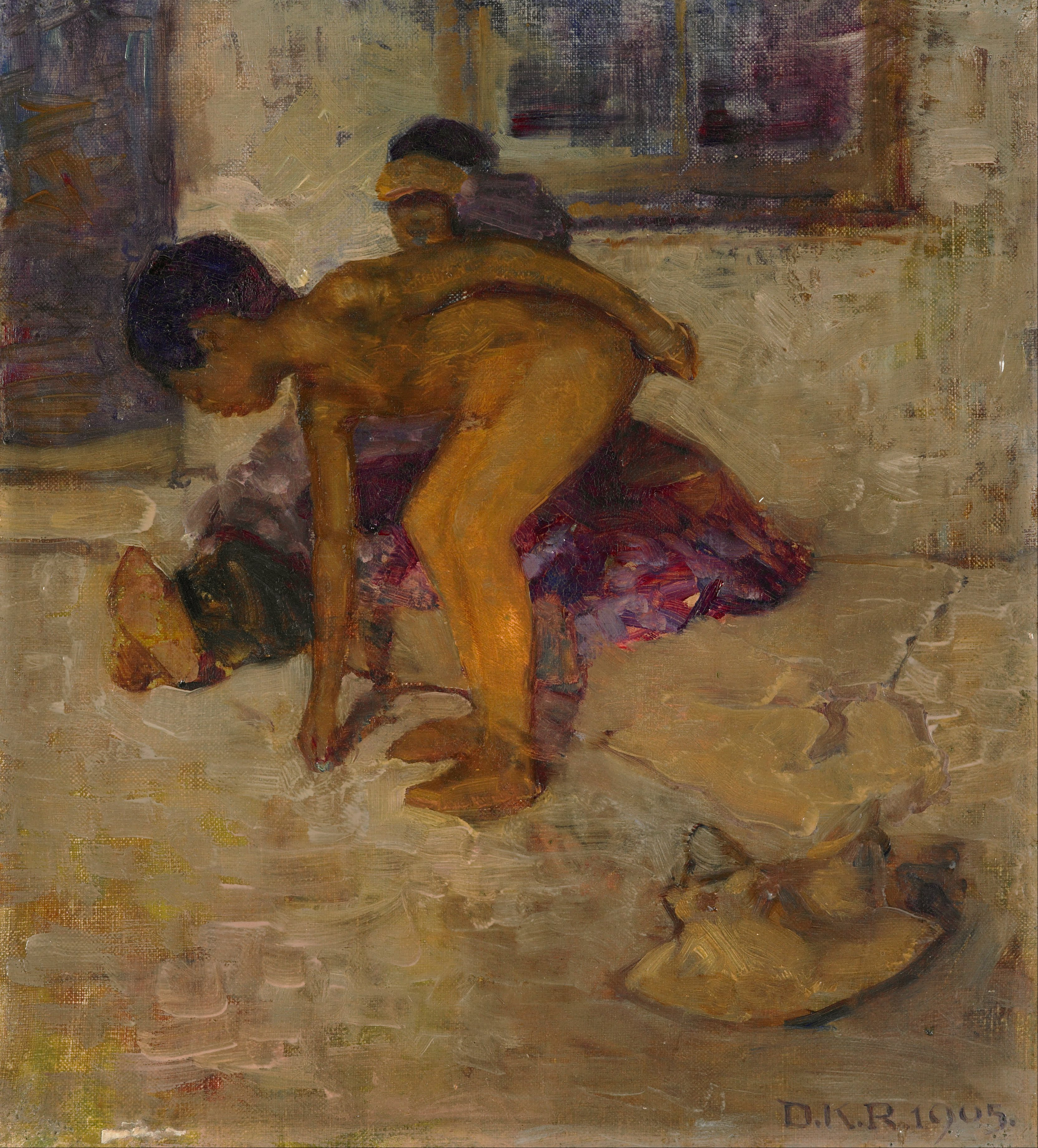
Richmonds Ölbild Purple and bronze, entstanden nach ihrer Rotorua-Reise 1905

1898 starb Richmonds Vater und ließ sie finanziell versorgt zurück, so dass sie unabhängig leben konnte. Im gleichen Jahr wurde sie zum Mitglied des Councils der NZAFA gewählt, ging jedoch bald darauf wieder nach Europa. Dort besuchte sie 1901 eine Sommerschule von Norman Garstin in Caudebec, wo sie die Malerin Frances Hodgkins (1869–1947) kennenlernte. Gemeinsam reisten sie durch Frankreich und Italien, wo sie unter anderem Genreszenen vom Stadtleben malten. 1902 schlossen sie sich der Künstlerkolonie bei Newlyn (Newlyn School) an. Danach bereisten sie mit Garstin Belgien und Holland. 
Nach kurzer Trennung, Richmond besuchte Schottland und Hodgkins Nordafrika, kehrten die beiden Malerinnen 1903 zusammen nach Neuseeland zurück. In Wellington mieteten sie ein Studio, wo sie Privatunterricht gaben. 1904 stellten sie gemeinsam ihre Europabilder in der McGregor Wright and Company's Art Gallery in Wellington, Lambton Quay, aus. In Rotorua malten sie im Folgejahr Māori-Frauen. 1906 ging Hodgkins nach London und Richmond führte das Wellingtoner Studio allein weiter. Später zog Richmond nach York Bay nahe Eastbourne. Von ca. 1909 bis 1924 lehrte sie an der Fitzherbert Terrace School (später Samuel Marsden Collegiate School).
1920 arbeitete Richmond mit der befreundeten Künstlerin Margaret Stoddart (1865–1934) im Ruapehu District und wandte sich im Anschluss zunehmend dem Motiv der Berglandschaft zu. 1925 malte sie am Mount Egmont und 1929 am Mount Cook. Während späterer Besuche ihrer Familie in der Taranaki-Region schuf sie weitere Bilder des Mount Egmont. Das Aquarell Mount Egmont aus dem Jahr 1929 wird zu ihren bekanntesten Werken gezählt.
Richmond arbeitete rund 30 Jahre aktiv für die NZAFA und war ein bedeutendes Mitglied der Wellingtoner Kunstszene. Ihre Bilder stellte sie von 1905 bis 1934 auf Ausstellungen des Kunstvereins in Wellington, Auckland und Christchurch aus. Sie ist bekannt für ihre Aquarelle von Pflanzen, Tieren und Landschaften. Ihre Werke sind in 14 öffentlichen Sammlungen enthalten, unter anderem in der des Museum of New Zealand Te Papa Tongarewa. Am 16. April 1935 starb sie in Wellington.